# Villotte-Saint-Seine
 Villotte-Saint-Seine  là một xã thuộc tỉnh Côte-d'Or trong vùng Bourgogne-Franche-Comté miền đông nước Pháp.